# Chaetophiloscia splitensis
Chaetophiloscia splitensis là một loài chân đều trong họ Philosciidae. Loài này được Verhoeff miêu tả khoa học năm 1930.